# Rosa Maria Subirana Rebull
Rosa Maria Subirana i Rebull (Barcelona, 1948) és una historiadora de l'art. Formada a la Universitat de Barcelona, s'hi doctorà amb la seva tesi La calcografia catalana al segle XVIII (1996), i hi esdevingué professora titular. Centrada en la història del gravat, ha publicat diversos llibres sobre el tema, com Pascual Pere Moles i Corones : València 1741-Barcelona 1797 (1990), Els Orígens de la litografia a Catalunya : 1815-1825 (1991), Josep March, un pioner de la litografia (1992), tots editats per la Biblioteca de Catalunya. El 1996 fou la comissària d'una àmplia exposició sobre el xilògraf i pintor noucentista Ricard Marlet, a càrrec de la Fundació Caixa de Sabadell.